# Агустин Херонимо де Итурбиде
Агустин Херонимо де Итурбиде-и-Уарте (исп. Agustín Jeronimo de Iturbide y Huarte; также известен как Агустин II; 30 сентября 1807 — 11 декабря 1866, Нью-Йорк, США) — мексиканский принц, наследник престола Мексики (1822—1823). В период правления отца — Имперский принц Мексики.

## Ранняя биография
Будущий наследник родился 30 сентября 1807 года, Агустин был первенцем будущего императора Агустина I и Анны Марии. Был крещён в Саграрио.

## Имперский принц
В 1822 году его отец Агустин де Итурбиде был провозглашён императором Мексики, Херонимо был первенцем, а значит, и наследником императорского трона. 21 июля состоялась коронация Агустина I императором Мексики, Агустин Херонимо как наследник престола присутствовал на коронации. После отречения отца многие монархисты были лояльны империи, тогда он был провозглашён императором Мексики Агустином II.

## Дальнейшая жизнь
После падения империи в марте 1823 года он переехал с родителями в Европу, где он оставался, даже когда те вернулись в Мексику. Перед отъездом отец оставил его в Колледже.
В двадцать лет он прибыл в Колумбию, где и оставался до 1830 года. После был назначен Симоном Боливаром его помощником, он это высоко ценил. Но Боливар хотел защитить молодого принца от претензий министра иностранных дел Мексики. В своём документе Боливар писал, что поднялся вверх, опираясь на своего помощника, который был с ним до конца.
Боливар умер 17 декабря 1830 года, Херонимо вернулся на родину, на дипломатическую службу. Мексиканский конгресс отменил запрет на проживание императорской семьи в Мексике, а в 1831 года Агустин был назначен секретарём посольства Мексики в США с зарплатой 3500 песо, он работал секретарём до 29 марта 1833 года, затем был переведён в Лондон с той же зарплатой. В 1855 году мексиканские консерваторы создали план, статью 4, по которой Агустин провозглашался императором, но при условии, что он должен жениться на мексиканской девушке. Этот план не оказывал на политику никакого влияния.

## Смерть
Агустин Херонимо де Итурбиде скончался 11 декабря 1866 года в Нью-Йорке. Он был похоронен в городе Филадельфия, в часовне Сан-Хуан, где похоронена большая часть императорской семьи. Умер, не оставив наследника, титул принца унаследовал его племянник Агустин де Итурбиде.

## Титулы
Как наследник престола и глава династии он имел следующие титулы:
- (1822—1823) Его императорское Величество имперский принц и наследник трона Мексиканской империи
- (1824—1866)  Его императорское Величество принц Итурбиде.